# Pedro Christóphersen
Pedro Christophersen (en noruego: Peter Christophersen; Tønsberg, 28 de mayo de 1845-Buenos Aires, 18 de agosto de 1930) fue un terrateniente, empresario, diplomático y mecenas noruego, que emigró a la Argentina en 1871.

## Biografía

### Origen familiar y primeros años
Pedro Christóphersen nació el 28 de mayo de 1845 en la localidad de Tønsberg, de los entonces Reinos Unidos de Suecia y Noruega (actual Noruega), con el nombre de Peter Christophersen, siendo hijo de Tollbetjent Ole Christophersen (1794–1882) y Tobine Christine Elligers Petersen (1806–1883).
Tuvo diez hermanos y cuatro de ellos también fueron a Sudamérica: Wilhem o Guillermo (1832-1913) fue cónsul noruego-sueco en Buenos Aires en 1867, y cónsul general entre 1871 y 1878. Søren Andreas, quien fuera más conocido como Don André (1849-1933), ocupó, al igual que sus hermanos, este puesto diplomático, siendo embajador noruego para Argentina, Paraguay y Uruguay. Thorvald (1834-1896), entretanto, fue negociante en España y cónsul general en Montevideo. Wilhelm fue ministro de Relaciones Exteriores noruego-sueco. También fue tío del famoso arquitecto español Alejandro Christophersen, hijo de su hermano Thorvald y nacido en Cádiz en 1866 y también nacionalizado en Argentina. Alejandro se transformó en un rico terrateniente haciendo fortuna como agente naviero, al haber sido director de la Compañía Argentina de Pesca y representante desde 1907 de la compañía marítima italiana “La Veloce”.

### Migración a la Argentina
Luego de su paso por Cádiz, España, en donde trabajó con su hermano Thorvald Alexander, Pedro llegó a la Argentina en 1871. Fue el más rico y poderoso de los inmigrantes noruegos en llegar a este país. Además, ganó un millón de pesos argentinos en la lotería nacional.
Adquirió enormes extensiones de tierra en las provincias de Mendoza y Santa Fe, donde, para los trabajos de irrigación, contrató a varios ingenieros noruegos, dirigidos por Gunardo Lange (quien exploró el río Pilcomayo en toda su extensión). Creó y administró en la provincia de Mendoza las colonias de San Pedro del Atuel, La Escandinava y La Montilla, en el departamento General Alvear, que recibió inmigrantes escandinavos (noruegos, suecos y daneses), eslavos, franceses, italianos, suizos, entre otras nacionalidades. Fue cónsul de Rusia y embajador de Noruega, Suecia y Dinamarca.

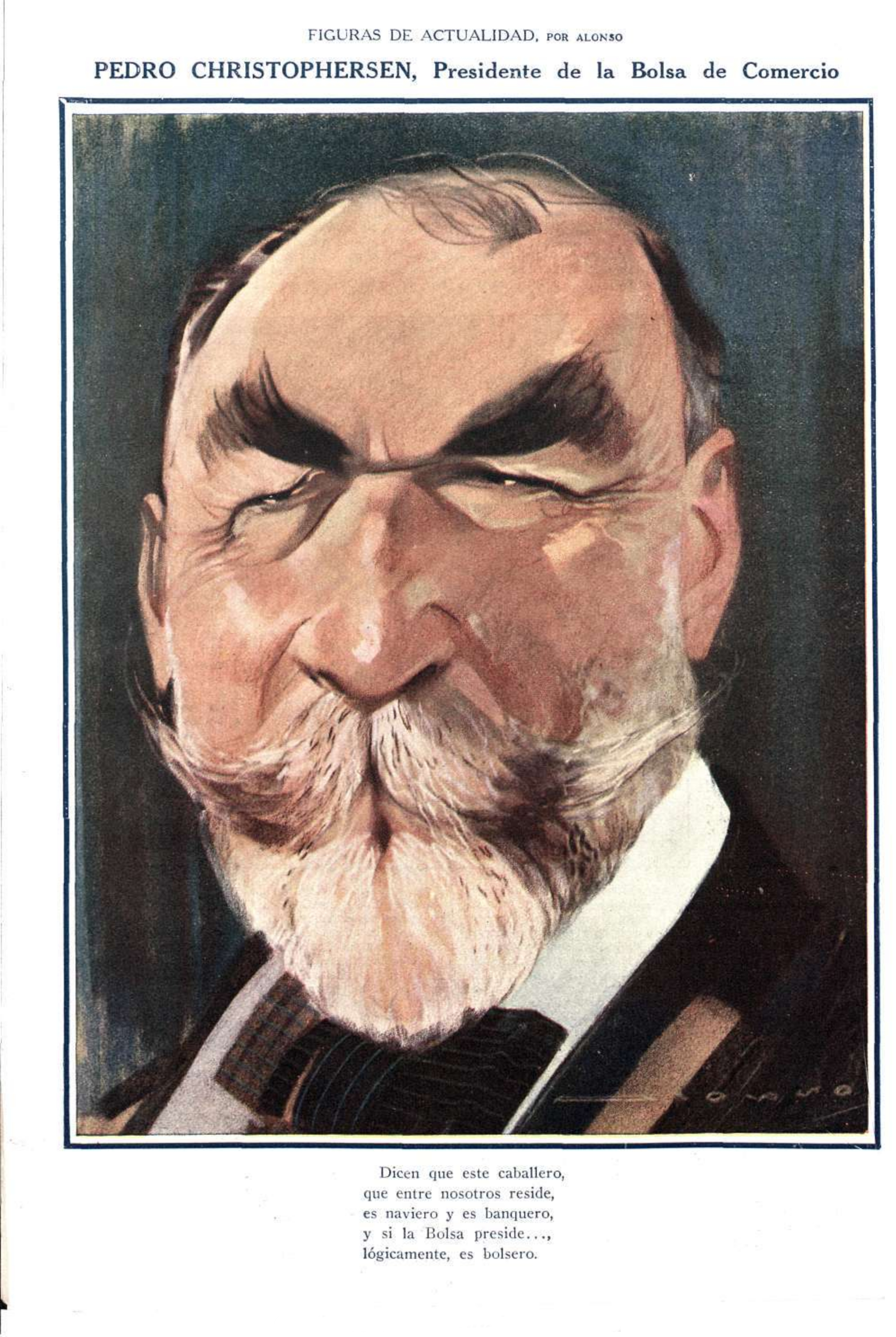
Caricaturizado por Alonso en Caras y Caretas (1918)

Junto al banquero argentino Ernesto Tornquist fue accionista fundador de la Compañía Argentina de Pesca en la isla San Pedro (Georgias del Sur). Además, contribuyó con la financiación de las operaciones de Noruega en la Antártida, ya que apoyó a su compatriota Roald Amundsen a equipar su expedición al Polo Sur cuando este se había quedado sin fondos. Fue uno de los fundadores de la Asociación Noruega de La Plata en 1896, cofundador del Club de Remeros Escandinavos en 1912, contribuyó a la construcción de la Iglesia de los marineros noruegos y ayudó económicamente a varios inmigrantes de esta nacionalidad, entre muchas otras cosas.
En febrero de 1889, en sociedad con el noruego residente en Buenos Aires Hugo A. Bunge, adquiere del Estado paraguayo 68.000 hectáreas en el departamento Jesús y Trinidad (hoy departamento de Itapúa). Así, fundó en la década de 1920 la Colonia Fram (nombre en honor al barco de su amigo, el oceanógrafo noruego Fridtjof Nansen), donde quería instalar una colonia de noruegos, aunque terminaron asentándose una variedad de inmigrantes de diferentes orígenes: ucranianos, japoneses, belgas, suecos, checoslovacos, rusos, polacos, etcétera.

### Matrimonio y descendencia
Christóphersen se casó en primeras nupcias en 1874 con Zulema Saavedra. Con ella tuvo descendencia: una hija que murió muy pequeña al año siguiente.
Diez años después, Pedro contrajo un segundo matrimonio con Carmen Delia de Alvear (1858-1933), hija del político Diego de Alvear y nieta del director supremo argentino, el general patriota Carlos María de Alvear. Junto con su esposa Carmen fueron propietarios de la estancia mendocina de «Paso de los Gauchos», que era el nombre realmente de un paraje y de una senda que pasaba a la vecina provincia de San Luis, y de la santafesina «El Carmen». Con esta última tuvo dos hijos que llevaron el nombre de pila de sus padres:
- Carmen Christophersen de Alvear, quien se casó con Alberto Augusto Dodero, iniciador de la naviera "Dodero Hnos".
- Pedro Christophersen de Alvear.

### Fallecimiento
Pedro Christóphersen murió en la ciudad de Buenos Aires, República Argentina, el 18 de agosto de 1930, a los 85 años.

## Homenajes
Llevan el nombre de este próspero migrante un poblado en el departamento santafesino General López (Christophersen) y un glaciar en la isla San Pedro (Georgia del Sur). En el sur mendocino se encuentra la Colonia San Pedro del Atuel, creada por Christophersen. Dicha colonia tiene un nombre coloquial que es Carmensa, gracias a que Christophersen colocó un cartel de su empresa, llamada Carmen s.a (llamada así por su hija Carmen), en el techo de la estación de trenes. Con el tiempo se borró el punto de s.a y por eso todos cuando llegaban leían Carmensa, como hoy es conocido el lugar.
Además, lleva su nombre una montaña en la Antártida, el pico Don Pedro Christophersen, de 4.650 metros de altura, así llamado por el explorador noruego Roald Amundsen en agradecimiento a Christophersen por la ayuda prestada en su expedición al Polo Sur.